# Ferréol (sénateur)
Pour les articles homonymes, voir Ferréol.
Ferréol (latin : Ferreolus) est sénateur de Gaule narbonnaise au VIe siècle.

## Biographie
Fils de Tonantius Ferreolus et de son épouse Industria, Ferréol est né vers 485 à Narbonne. 
Il hérite du titre de sénateur au début du VIe siècle. Initialement inféodé aux Wisigoths, il parvient conserver son titre en jurant allégeance à Clovis Ier après la bataille de Vouillé.
D'une épouse franque nommée Dode, il a :
- Ansbert, sénateur d' Austrasie et ancêtre des Carolingiens[2] ;
- Agiulf, évêque de Metz ;
- Babone ;
- Deotario, évêque d'Arisitum ;
- Tarsicia, religieuse dans un monastère de Rodez.